# 开放式二等座车
开放式二等座车（英文原名：Second Open或Standard Open，英国铁路客车代码：SO）是“英国铁路”（一间国有全国性垄断铁路公司，现已结业）及“英国铁路”分拆私有化后英国各铁路业者所使用的一种采用开放车厢设计的铁路客车。两侧各设有3个车门。与多数国家（地区）的铁路二等座车不同的是，其座位宽度与一等座车相当，座位布局为2+1，定员48人，实质上是一等座车的缩水版。英国与多数国家（地区）的铁路二等座车定位相当的铁路客车为“开放式旅行二等座车”和“动拖开放式二等座车（Trailer Standard Open）”，这两个类型的铁路客车座位布局为2+2。开放式旅行二等座车的定员为64人。1956年欧洲铁路取消三等座后，英国铁路的“三等座”随之改称“二等座”，英国铁路的部分“二等座”于1959年改称“一等座”。

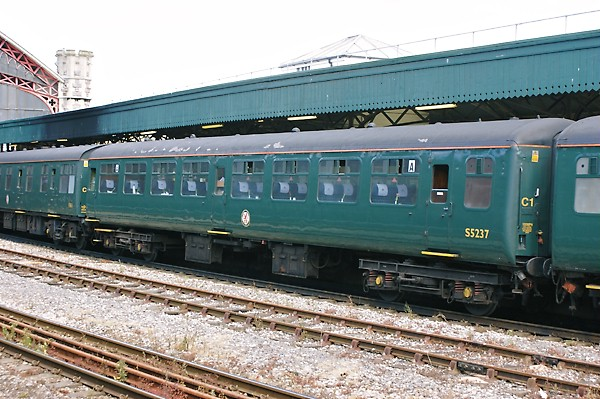
“英国铁路2型客车”开放式二等座车在布里斯托尔圣殿草地站。
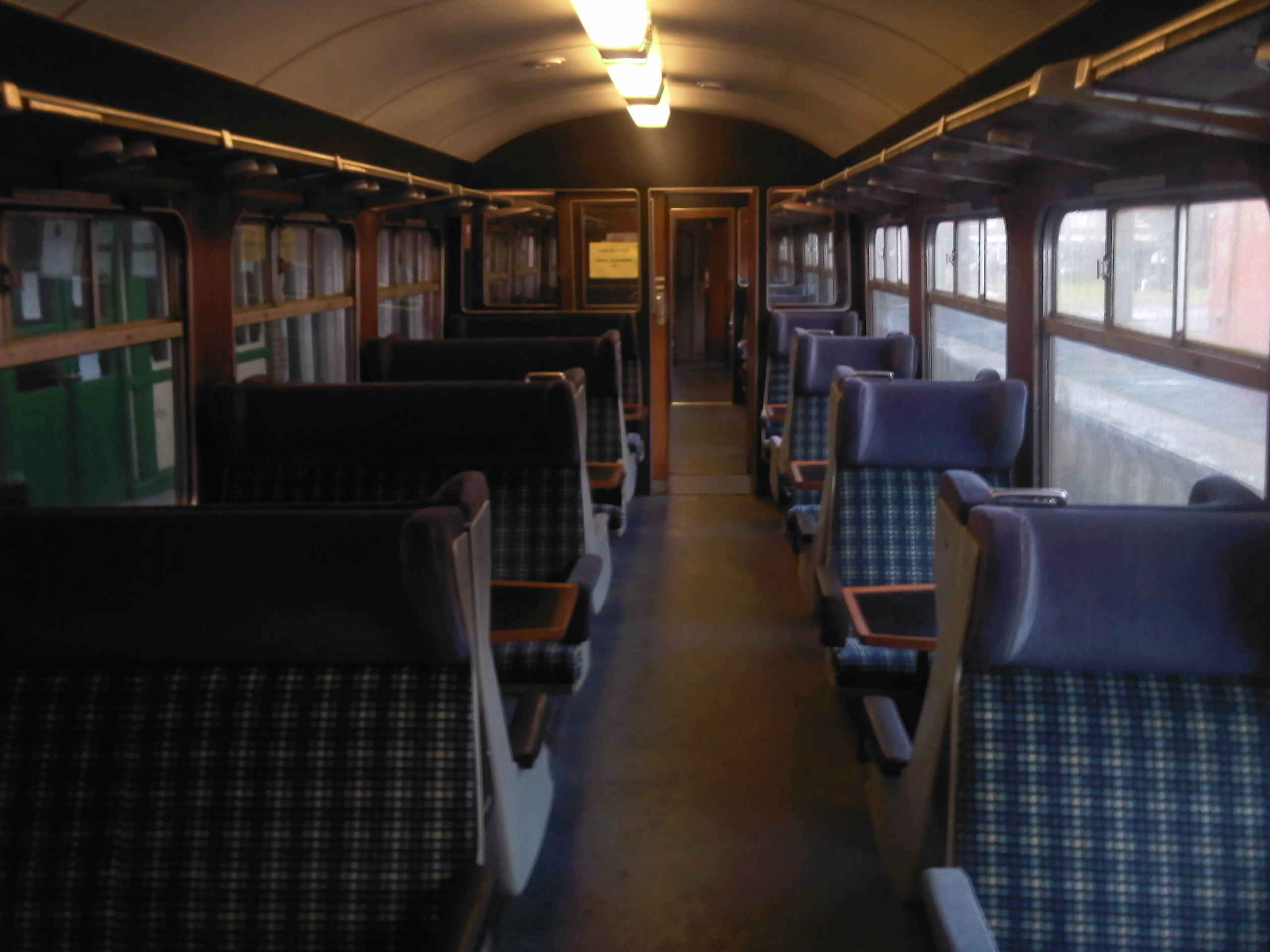
“英国铁路2A型客车”开放式二等座车内部。